# Guatteria acutiflora
Guatteria acutiflora Mart. – gatunek rośliny z rodziny flaszowcowatych (Annonaceae Juss.). Występuje naturalnie w Brazylii, w stanie Espírito Santo. 

## Morfologia
PokrójZimozielone drzewo dorastające do 3–5 m wysokości.
LiścieMają eliptyczny kształt. Mierzą 9–14 cm długości oraz 3–4,5 szerokości. Liść na brzegu jest całobrzegi. Wierzchołek jest tępy.

## Biologia i ekologia
Rośnie w lasach na terenach nizinnych.